# بيت العودي (مذيخرة)

تعديل مصدري - تعديل

بيت العودي هي إحدى قرى عزلة مذيخرة بمديرية مذيخرة التابعة لمحافظة إب، بلغ تعداد سكانها 89 نسمة حسب تعداد اليمن لعام 2004.